# Osphranteria suaveolens
Osphranteria suaveolens är en skalbaggsart som beskrevs av Ludwig Redtenbacher 1850. Osphranteria suaveolens ingår i släktet Osphranteria och familjen långhorningar.
Artens utbredningsområde är Iran. Inga underarter finns listade i Catalogue of Life.